# Ritika Singh
Pour les articles homonymes, voir Singh.
Ritika Singh, née le 16 décembre 1994 à Bombay (Inde), est une actrice et kickboxeuse indienne, qui apparaît principalement dans les films Tamouls ainsi que Hindi et Télougou.
Après avoir concouru pour l'Inde aux Jeux asiatiques en salle de 2009, puis participé à la Super Fight League, elle a joué un rôle de premier plan dans le film Tamoul de Sudha Kongara Prasad Irudhi Suttru simultanément en Hindi dans le rôle de Saala Khadoos.

## Carrière d'arts martiaux mixtes
Singh a suivi une formation de kickboxeuse et d'artiste martial mixte depuis l'enfance, sous la direction de son père. Elle est apparue dans la saison inaugurale de la Super Fight League et a concouru en tant qu'artiste martiale mixte.

## Filmographie
| Year | Film                       | Role             | Language  | Notes |
| ---- | -------------------------- | ---------------- | --------- | ----- |
| 2016 | Irudhi Suttru              | Ezhil Madhi      | Tamoul    |       |
| 2016 | Saala Khadoos              | Ezhil Madhi      | Hindi     |       |
| 2016 | Aandavan Kattalai          | Karmeghakuzhali  | Tamoul    |       |
| 2017 | Guru                       | Rameshwari       | Télougou  |       |
| 2017 | Shivalinga                 | Sathya           | Tamoul    |       |
| 2018 | Neevevaro                  | Anu              | Télougou  |       |
| 2020 | Oh My Kadavule             | Anu Paulraj      | Tamoul    |       |
| 2023 | InCar                      | Sakshi Gulati    | Hindi     |       |
| 2023 | Kolai                      | Sandhya Mohanraj | Tamoul    |       |
| 2023 | King of Kotha              | Elle-même        | Malayalam |       |
| 2023 | Valari                     | Divya Dharshini  | Télougou  |       |
| 2024 | Mazhai Pidikkatha Manithan | Elle-même        | Tamoul    |       |
| 2024 | Vettaiyan                  | Roopa            | Tamoul    |       |

## Récompenses et distinctions
| Year | Film          | Award                                                |
| ---- | ------------- | ---------------------------------------------------- |
| 2016 | Irudhi Suttru | Prix national du film - Prix spécial du jury         |
| 2016 | Irudhi Suttru | Prix spécial du Tamil Nadu State Film Award          |
| 2016 | Irudhi Suttru | Ananda Vikatan Cinema Awards de la meilleure actrice |
| 2016 | Irudhi Suttru | IIFA Utsavam du meilleur actrice féminin             |
| 2016 | Irudhi Suttru | Prix Filmfare de la meilleure actrice - Tamoul       |
| 2016 | Irudhi Suttru | Prix SIIMA de la meilleure actrice de début          |
| 2016 | Saala Khadoos | Prix Filmfare du meilleur début féminin              |
| 2016 | Saala Khadoos | Prix Zee Cine du meilleur début féminin              |
| 2017 | Guru          | Filmfare Critics Award de la meilleure actrice - Sud |